# Wat I Khang
 (avril 2018).
Si vous disposez d'ouvrages ou d'articles de référence ou si vous connaissez des sites web de qualité traitant du thème abordé ici, merci de compléter l'article en donnant les références utiles à sa vérifiabilité et en les liant à la section « Notes et références ».

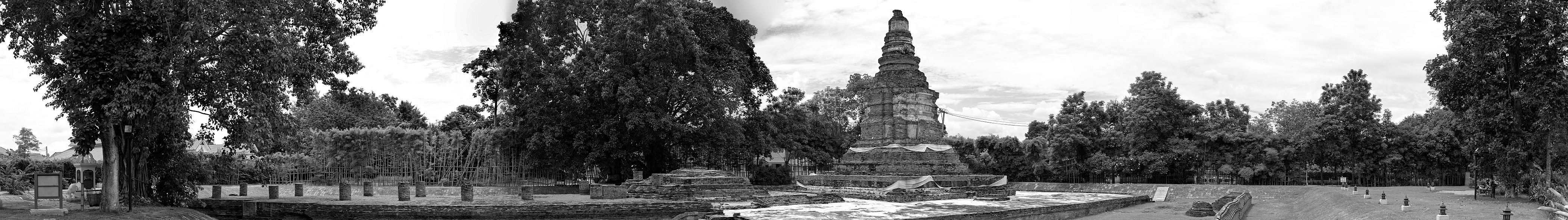
Panorama vu sur le côté du temple.

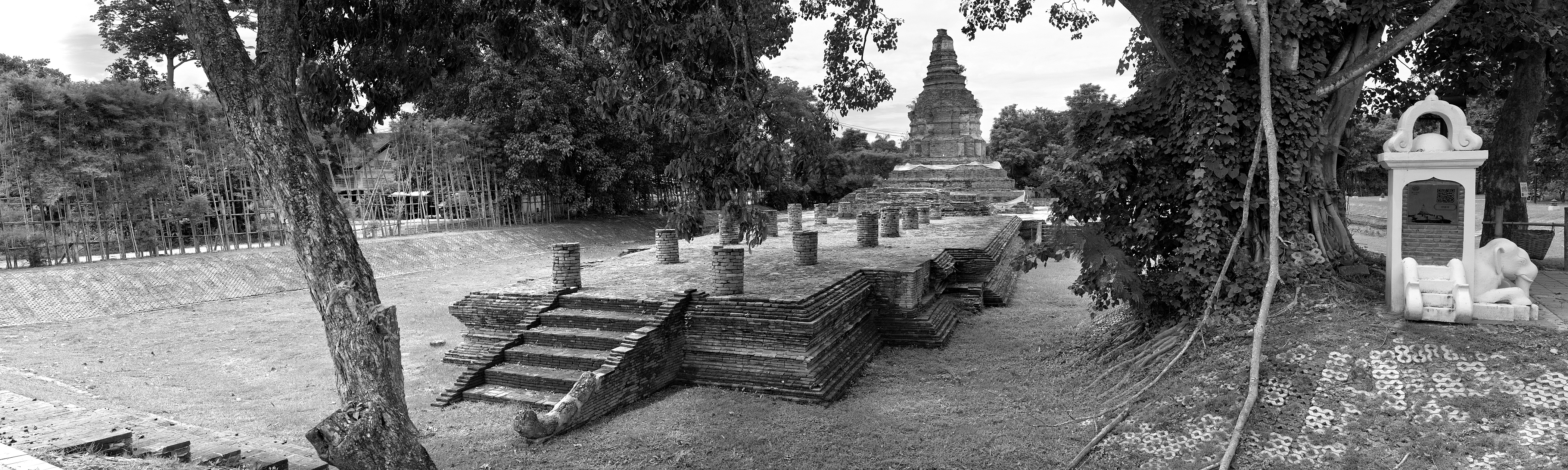
Panorama regardant vers le bas de l’axe principal du temple.

Wat I Khang (thaï : วัดอีค่าง; Modèle:Ipa-th; « Temple Langurs ») est une ruine du 16e ou 17e siècle, dans le complexe archéologique de Wiang Kum Kam près de la ville de Chiang Mai dans le nord de la Thaïlande.
Il est nommé d’après la présence de singes cercopithécidés sur le site avant son excavation et sa restauration, qui sont mieux connus sous le nom de « khang » en thaï.
Les fouilles effectuées entre 1985 et 1986 ont permis de découvrir un chedi derrière un vihara (avec façade vers le nord) et orienté vers la rivière Ping. En 2003, d’autres fouilles ont permis de découvrir les traces d’un mur à l’ouest du site. D’autres excavations sont prévues.
La principale caractéristique architecturale des ruines est le grand chedi presque intact en forme de cloche, sur une base en forme de lotus avec un moulage en tore. La base du vihara est également préservée, y compris les pierres de la fondation (pour les 16 piliers).
Le site a été le premier à susciter des études sur les anciennes inondations dans cette région, dont une de grande magnitude, qui est censée avoir eu lieu au 17e siècle.